# David Coverdale
David Coverdale (Saltburn kraj Mora, Sjeverni Yorkshire, 22. rujna 1951.), britanski je rock pjevač i skladatelj, najpoznatiji po svom djelovanju u hard rock skupini Deep Purple, i kasnije u sastavu Whitesnake.
David Coverdale je uspješan pjevač i kantautor, koji je prodao više od 40 milijuna albuma tijekom svoje glazbene karijere. Osnivač je popularnog hard rock sastava Whitesnake, u kojem je svirao zajedno s legendarnim Ianom Paiceom Tommyem Aldridgeom i Jonom Lordom.

## Životopis
David Coverdale rođen je 22. rujna 1951. godine u mjestu Saltburn-by-the-Sea, North Yorkshiru, Engleska. Njegov prvi dom je bio iznad jednog kluba, kojeg su držali njegovi roditelji. David je odrastao u klubu u obiteljskoj atmosferi, gdje su nastupali raznih lokalni sastavi i glazbenici. On je prvo počeo svirati gitaru (iako ga nitko nije čuo da svira gitaru), ali se ubrzo prebacio na pjevanje. U to je vrijeme kao vokal nastupao s raznim lokalnim sastavima. Također je radio u butiku u kojem je prodavao hlače, prije nego što se javio na oglas u pop-rock časopisu 'Melody Maker' u kojemu je sastav Deep Purple tražio pjevača.

### Deep Purple
Coverdale se javio na Purpleov oglas u kojem su tražili pjevača, poslavši im svoj glas snimljen na traci. Impresionirani njegovom dubokom blues bojom, Coverdale je ubrzo primljen u sastav, gdje je vokale dijelio s basistom i pjevačem Glennom Hughesom. Coverdale odmah postaje velika međunarodna zvijezda s milijunskom prodajom albuma Burn, Stormbringer i Come Taste the Band. U travnju 1974. ima je svoj prvi nastup u Americi na 'California Jamu', gdje je pjevao ispred 200.000 obožavatelja. Također je pjevao na Jon Lordovom solo albumu Windows i na albumu Butterfly Ball od Rogera Glovera. Njegova karijera u sastavu Deep Purple prestaje u ožujku 1976. godine, kada se sastav razišao i prestao s radom sve do 1984. godine kada nanovo počinju djelovati u postavi MK II.

### Whitesnake
Coverdale ubrzo nakon raspada Deep Purplea, formira skupinu Whitesnake i tijekom kasnih sedamdesetih i početkom osamdesetih, s raznim postavama snima niz dobro primljenih blues-rock albuma. S bivšim članovima Deep Purplea Jonom Lordom i Ianom Paiceom (koji im se pridružio 1979. godine), članovi Whitesnakea su svojim radom išli putem da postanu međunarodne super zvijezde. Prema britanskom heavy metal časopisu, 'Kerrang!', 1982. godine, Coverdale je bio razmatran za poziciju pjevača sastava Black Sabbath, nakon odlaska Ronnia Jamesa Dioa, međutim Coverdale je to odbio. Whitesnake je stekao veliku popularnost u Velikoj Britaniji, Europi i Aziji, ali u Sjevernoj Americi uspjeh im je ostao nedostižan. 1984. godine, njihov studijski album Slide It In, dolazi na američke Top ljestvice, ali ne dovoljno da se smatra nekim većim uspjehom. U vrijeme kada je Slide It In trebao biti objavljen u Americi, David Coverdale se bavio razmišljanjem kako da poboljša Whitesnakeov zvuk, a rješenje je našao u angažiranju gitariste Johna Sykesa. Sykes je Whitesnakeu donio više suvremeniji i agresivniji gitarski zvuk i novo ponašanje na pozornici tijekom koncerta. U 1985. godini Sykes i Coverdale počinju raditi na novim skladbama za sljedeći album, ali Coverdale ubrzo dobiva problematičnu sinusnu infekciju, zbog čega su snimanje morali odgoditi sve do 1986. godine. Kada se Coverdale konačno oporavio, snimanje je nastavljeno, ali prije nego što je album Whitesnake (koji je bio popularno nazvan 1987.), u potpunosti snimljen i objavljen, nastale su razmirice u sastavu između Sykesa i ostali članova koji su sudjelovali na snimanju materijala. Suradnja sa Sykesom više nije bila moguća, pa je on radi toga napustio sastav. U tom razdoblju u mnogom intervjuima, Coverdale je izjavljivao da će raspustiti sastav ako sljedeći album ne zabilježi uspjeh. Tijekom 1987. godine, nakon što je objavljen album Whitesnake (kojeg je većim dijelom napisao John Sykes), osvaja američko tržište s multi-platinastom nakladom.
Album je postigao 8 puta platinastu nakladu, a objavljen je i veliki hit singl "Here I Go Again". Tijekom kasnih osamdesetih i ranih devedesetih, nošen velikim uspjehom sastava Coverdale održava sastav s raznim promjenama u postavama sve do kraja 1991. godine.
26. rujna 1990. godine, nakon posljednjeg nastupa na Slip of the Tongue turneji u Tokyu, Coverdale je praktično raspustio sastav na neodređeno vrijeme. Umoran od rada u cjelini, surovog života na turneji i kasnije razvoda od svoje supruge Tawny Kitaen, Coverdale je želio pronaći i druge vrijednosti u svom životu, govoreći kako sad ima "privatnog vremena za razmišljanje".
Međutim život bez glazbe nije dugo trajao. U rano proljeće 1991. godine, surađuje s britanskim gitaristom Jimmyjem Pageom iz rock sastava Led Zeppelin. Ova suradnja rezultirala je objavljivanjem njihovog zajedničkog albuma u ožujku 1993. godine. Iako je bio vrlo dobro primljena od strane glazbenih kritičara, album je ubrzo pao na Top ljestvicama, a nakon slabe Japanske turneje koja je završila 22. prosinca 1993. godine, američka je morala biti otkazana radi slabe prodaje ulaznica.
U 1994. godine, Whitesnake je objavio kompilacijski album s najvećim hitovima Whitesnake's Greatest Hits. Navodeći vrlo slabu prodaju kao razlog, diskografska kuća 'Geffen Records' raskida s njima ugovor i time sastav dovodi do novih problema.
U prosincu 2002. godine, Coverdale ponovno formira Whitesnake za američku i europsku turneju, s glazbenicima Tommyem Aldridgeom na bubnjevima, Marcom Mendozom na bas-gitari, Dougom Aldrichem na gitari, Reb Beach na gitari i Timothyem Druryem na klavijaturama. Od 2004. – 2005. godine, Whitesnake održava turneju po SAD-u, Južnoj Americi i Europi. Uživo DVD koji je snimljen 2005. godine tijekom legendarne turneje 'Carling Apollo' u Londonu, objavljen je u veljači 2006. godini. U lipnju 2006. godine, David Coverdale potpisuje za novu izdavačku kuću, 'Steamhammer/SPV'. U prvom izdanju pod novim ugovorom bio je dvostruki uživo album Live: In the Shadow of the Blues (objavljen 27. studenog 2006.). Album je sadržavao četiri novo napravljene studijske skladbe koje su napisali Coverdale i Aldrich. Australski sastav 'Fauves', napisao je 2006. godine skladbu o Coverdaleu, gdje se u pjesmi navodi kako na benzinsko postaji kupuju njegov albumu i slušaju ga dok se voze kroz noć.

## Povijest sastava
David Coverdale je nastupa s mnogim velikim glazbenicima ali ja najpoznatiji po svom djelovanju u Whitesnakeu i Deep Purpleu.
- The Government (1968. – 1972.)
- Fablosa Brothers (1972. – 1973.)
- Deep Purple (1973. – 1976.)
- solo (1976. – 1977.)
- Whitesnake (1978. – 1982.)
- Whitesnake (1982. – 1991.)
- Coverdale/Page (1992. – 1993.)
- Whitesnake (1994.)
- Whitesnake (1997. – 1998.)
- Solo (1999. – 2002.)
- Whitesnake (2002.-danas)

## Osobni život
David Coverdale se prvi put oženio 1974. godine sa ženom koja se zvala Julia, i s njom ima kćer Jessicu, koja je rođena 1978.g. Rastao se od Julie i ponovno se oženio 17. veljače 1989., s glumicom Tawny Kitaen, a od nje se rastao u travnju 1991. Kitaen je bila poznata po svojim provokativnim nastupima u Whitesnakeovim video spotovima, "Here I Go Again", "Is This Love" i "Still Of The Night". Od 1997. godine, oženjen je za suprugu Cindy, s kojom ima sina Jaspera (rođen 1996.). Coverdale je također postao i djed, jer je kćer Jessica rodila dvoje djece, Georgina i Mathildu.
Dana 1. ožujka 2007. godine, Davidu Coverdale je postao američki državljanin, u ceremoniji u gradu Reno, Nevada, i sada ima dvostruko SAD/UK državljanstvo. Živi u blizini jezera Tahoe, već više od 20 godina.

## Gitaristi
Tijekom 30 godina njegove glazbene karijere, Coverdale je radio s mnogim rock glazbenicima, od kojih je većina bila savršenih gitarista.
- Ritchie Blackmore (Deep Purple, Rainbow, Blackmore's Night) - u Deep Purpleu (1973. – 1975.)
- Tommy Bolin (The James Gang, Deep Purple) - u Deep Purpleu (1975. – 1976.)
- Micky Moody (Juicy Lucy, Whitesnake, Company of Snakes, M3) - u Whitesnakeu (1977. – 1982., 1984.)
- Bernie Marsden (UFO, Whitesnake, Bernie Marsden SOS, Company of Snakes, M3) - u Whitesnakeu (1977. – 1982.)
- Mel Galley (Trapeze, Whitesnake) - u Whitesnakeu (1982. – 1984.)
- John Sykes (Tygers Of Pan Tang, Badlands (UK), Thin Lizzy, Whitesnake, Blue Murder, Sykes) - u Whitesnakeu (1984. – 1987.)
- Vivian Campbell (Sweet Savage, Dio, Whitesnake, Riverdogs, Shadow King, Def Leppard) - u Whitesnakeu (1987. – 1988.)
- Steve Vai (Frank Zappa, Alcatrazz, David Lee Roth, Whitesnake) - u Whitesnakeu (1988. – 1991.)
- Adrian Vandenberg (Vandenberg, Whitesnake, Manic Eden) - u Whitesnakeu (1988. – 1991., 1994., 1997. – 1998.)
- Jimmy Page (Led Zeppelin, The Firm, Coverdale/Page, The Yardbirds) - Coverdale/Page (1992. – 1993.)
- Warren DeMartini (Ratt) - u Whitesnakeu (1994.)
- Earl Slick (David Bowie, John Lennon, Phantom Rocker & Slick) - David Coverdale solo projekt (2000.)
- Doug Aldrich (Lion, Hurricane, Bad Moon Rising, Burning Rain, Dio, Whitesnake) - u Whitesnakeu (2002.-danas)
- Reb Beach (Winger, Dokken, Alice Cooper, The Mob) - u Whitesnakeu (2002.-danas)

## Diskografija

### Deep Purple

#### Albumi s Deep Purpleom prije 1976.
- Burn (1974.)
- Live in London (1974.)
- Stormbringer (1974.)
- Made in Europe (1975.)
- Come Taste the Band (1975.)

#### Albumi s Deep Purpleom nakon 1975.
- Last Concert in Japan (1976.)
- Singles A's & B's (1993.)
- On the Wings of a Russian Foxbat: Live in California 1976 (1995.)
- California Jamming: Live 1974 (1996.)
- Mk. III: The Final Concerts (1996.)
- Days May Come and Days May Go, The California Rehearsals, June 1975 (2000.)
- 1420 Beachwood Drive, The California Rehearsals, Part 2 (2000.)
- This Time Around: Live in Tokyo (2001.)
- Listen Learn Read On (2002.)
- Just Might Take Your Life (2003.)
- Perks and Tit (2004.)
- Live in Paris 1975 (2004.)
- Burn 30th Anniversary Edition (2004.)
- Live in California 74 (DVD) (2005.)

### Solo albumi
- White Snake (1977.)
- Northwinds (1978.)
- Into the Light (2000.)

### Whitesnake
- Snakebite (1978.)
- Trouble (1978.)
- Lovehunter (1979.)
- Live at Hammersmith (1980.)
- Ready an' Willing (1980.)
- Live...In the Heart of the City  (1980.)
- Come an' Get It (1981.)
- Saints & Sinners (1982.)
- Slide It In (1984.)
- Whitesnake (1987.)
- Slip of the Tongue (1989.)
- Restless Heart (1997.)
- Starkers in Tokyo (1997.)
- LIVE In the Still of the Night (DVD+CD snimljena 2004.g. tijekom UK turneje) (2006.)
- Live: In The Shadow Of The Blues (2 CD snimljeno tijekom 2005. – 2006. na svjetskoj turneji) (2006.)
- Good To Be Bad (2008.)

### Coverdale/Page
- Coverdale/Page (1993.)

### Ostalo
- Razni izvođači - Days of Thunder soundtrack (skladba "The Last Note Of Freedom") (1990.)
- Butterfly Ball - Behind The Smile (glas)
- Steve Vai - skladba "For The Love Of God" (glas na kraju)
- Bernie Marsden - And About Time Too (vokal u "Who's Fooling Who (live)" -bonus skladba na CD-u)

## Vanjske poveznice
- Službene stranice Davida Coverdalea  Arhivirana inačica izvorne stranice od 5. siječnja 2009. (Wayback Machine)
- David Coverdale na Allmusic.com
- Životopis Davida Coverdalea